# Табукашвили, Реваз Шалвович
Реваз (Резо) Шалвович Табукашвили (груз. რევაზ (რეზო) შალვას ძე თაბუკაშვილი; 1927 —  1990) — советский грузинский сценарист и режиссёр. Заслуженный деятель искусств Грузинской ССР (1967).

## Биография
Родился 2 октября 1927 года в Тифлисе, ныне Тбилиси, Грузия. В 1948 году окончил ВГИК. Работал на киностудии «Грузия-фильм». Избирался народным депутатом СССР. Член КПСС с 1958 года.
Умер 5 августа 1990 года в Тбилиси.

## Память
- в Тбилиси есть улица Резо Табукашвили.

## Фильмография

### Сценарист
- 1959 — Прошедшее лето
- 1960 — От двора ко двору
- 1963 — Корбуда (к/м)
- 1968 — Распятый остров
- 1973 — Тёплое осеннее солнце
- 1975 — Где ты, моя саванна ? (к/м)
- 1976 — Пацура (ТВ); Поделись теплом (ТВ)
- 1977 — Репортаж из Нидерландов (д/ф); Грузины в Нидерландах (д/ф)
- 1980 — Квали Натели
- 1986 — Труженики моря (мини-сериал)
- 1987 — После добычи

### Режиссёр
- 1978 — Далёкое — близкое (д/ф)
- 1980 — Альпийская звезда (д/ф); Квали Натели
- 1985 — Сакартвелос мечурчлетухуцеси
- 1987 — После добычи

### Актёр
- 1972 — Искатели затонувшего города

## Награды и премии
- заслуженный деятель искусств Грузинской ССР (1967)
- Государственная премия Грузинской ССР имени Шота Руставели (1981) — за фильмы «Далёкое — близкое» и «Альпийская звезда»